# Фелацио
Фелацио представља врсту оралног секса при ком се мушком партнеру пружа полни угођај посредством усана, језика, десни и образног ткива, дејствујућих на његовом пенису. Пружатељ угођаја може бити женско (хетеросексуални однос) или мушко (хомосексуални однос). У случају да је пружатељ угођаја уједно и приматељ, реч је о аутофелацији (усмено-полном самозадовољавању).
Осим код људи, извођење фелација примијећено је код мајмуна и слијепих мишева.
Синоними: фелацио, фелација, пенилинкција, пенилингус, фалаторизам. У српском језику распрострањени синоними су: (вулгарно) пушење, дудлање; (дијалектно) фрулање, свирка; (књижевно) минет, обчвакање.

## У митологији и историји
Египтолог Дејвид Лортон говори да се у многим старим открићима многобожачких древноегипатских обичаја помиње аутофелацио као божанска саморазмножавајућа радња помоћу које божанска бића самостално производе потомство, а и као богоштовни обред самих Староегипћана. У списима староегипатских папируса, у запису званом Књига срушитељног Апопа, налази се стихотворење приповједајуће како је бог сунца Амон Ра, опцвакајући се и распљувавајући сопствено сјеме по поду, сачинио сјенозаступног бога Шу и лавоглаву богињу Тефнуту.
Француски филозоф Мишел Фуко наводи Артемидорово тумачење сновиђења у којему уушћавање властитог полног члана у сопствена уста се рачуна једним од три начина постизања грјехотворног односа са самим собом. Артемидор је сматрао да снови о овом неприродном чину предсказују умирање сниватељеве дјеце, милоснице, или стоке.

## Фелацио и здравље
Највећа бојазан од фелација је зараза од полних болести које се могу пренијети са једног партнера на другог. Пошто су мушки полни уд и усна дупља већински сачињени од слузокоже, могућност заразе путем преноса крви или полне излучине кроз микропосјекотине на слузокожном ткиву је знатна.
Могуће полне болести које се могу пренијети приликом фелација су упаљење јетре, капавац, пуза, ХИВ, хеликобактер пилори, и неке друге. Зато је изузетно важно да учествујући, или упражњавају сигурни полни однос посредством кондома.

## Занимљивости
Осим код људи, изводба фелација примијећена је код мајмуна и слијепих мишева.
У сљедећим америчким државама фелацио се сматра кривичним дјелом: Флорида, Ајдахо, Луизијана, Мичиген, Алабама, Мисисипи, Сјеверна Каролина, Јужна Каролина, Јута, Вирџинија и слободна придружена држава Порто Рико. Међутим, закон о забрани ван-мисионарског сношења иако и даље на снази одавно се не примјењује (због случаја Лоренс против држ. Тексас пред Врховним судом САД који је прогласио неуставним њихову примјену на добровољне полне односе), тако да упражњаватељи остају некажњивани.
У Малезији казна за извођење фелација је 20 година заточеништва и бичевање.